# 푸샨
푸샨(산스크리트어: पूषन्, IAST: Pūṣan)은 힌두교 베다 태양신이자 아디트야 중 한 명이다. 그는 만남의 신이다. 푸샨은 결혼, 여행, 길, 가축 먹이를 담당한다. 그는 영혼을 다른 세계로 인도하는 영혼의 안내자였다. 그는 도적과 야수로부터 여행자를 보호하고, 다른 사람들에게 착취당하는 것을 막았다. 그는 지지적인 안내자이며 "좋은" 신으로, 추종자들을 풍부한 목초지와 부로 이끌었다.

## 어원
전통적으로 이 신의 이름은 "번성하게 하다"는 의미의 산스크리트 동사 pūṣyati에서 유래했다고 한다. 많은 현대 학자들은 푸샨이 재구성된 원시 인도유럽 신 *Péh₂usōn에서 유래했다고 보며, 이로써 푸샨은 그리스 신 판의 동계어가 된다. 판과 푸샨의 연관성은 1924년 독일 학자 헤르만 콜리츠(Hermann Collitz)에 의해 처음 제안되었다.

## 문헌
리그베다에서 10개의 찬가는 푸샨에게 바쳐졌다(소마와 푸샨에게 공동으로 바쳐진 찬가 1개, 인드라와 푸샨에게 공동으로 바쳐진 찬가 1개 포함). 그의 전차는 염소들이 끈다. 때때로 그는 하늘을 가로질러 해를 몰고 가는 것으로 묘사된다. 그는 양떼와 소떼의 수호신으로서 태양을 상징하는 것으로 보인다. 푸샨은 또한 카비(Kavi)로 간주되는데, 카비는 여러 신들의 별명이 되었고, 나아가 "왕"을 의미하는 칭호가 되었다.
그는 땋은 머리와 수염을 가지고 있으며, 황금 도끼, 송곳, 그리고 막대기를 들고 있다. 그는 죽을 먹으며, 샤타파타 브라마나에서는 이빨이 없다고 한다. 그는 태양의 딸인 수리야와 결혼했으며, 신들이 그에게 그녀를 주었다. 그는 길을 아는 자이자 길의 수호자이다. 이 역할에서 그는 늑대와 매복자 등 길 위의 다양한 위험으로부터 사람들을 보호한다. 그는 또한 신성한 길과도 관련이 있으며, 지상과 천상 사이의 길에 익숙하여 영혼을 천상으로 인도할 수 있다. 그는 소, 말, 양을 지키고, 잃어버린 가축을 찾아달라고 간청한다.
타이티리야 삼히타에 나오는 이야기에 따르면, 루드라는 여러 신들을 기리는 중요한 희생제인 닥샤 야즈나에서 제외되었다. 그는 분노하여 화살로 제물을 꿰뚫고, 푸샨이 제물의 일부를 먹으려 할 때 그의 이빨을 부러뜨렸다. 이 이야기의 후기 버전은 라마야나, 마하바라타, 푸라나에서 발견된다. 이 버전들에서 루드라 (또는 시바)는 그의 장인인 제관 닥샤가 자신을 초대하지 않았기 때문에 분노했다. 시바는 분노하여 푸샨이 제물을 먹고 있을 때 그를 발로 차서 이빨을 부러뜨렸다. 푸라나 버전에서는 시바의 엉킨 머리카락 한 가닥에서 창조된 비라바드라가 푸샨의 이빨을 부러뜨렸다.
마하바라타와 푸라나에서는 푸샨이 12명의 아디트야 (아디티의 아들) 중 한 명으로 묘사된다. 마하바라타에 나열된 아디티의 다른 11명의 아들은 수리야, 아리아만, 트바슈타, 사비트르, 바가, 다타, 미트라, 바루나, 암샤, 인드라, 그리고 비슈누 (바마나데바의 형태)이다.

## 같이 보기
- 힌두교의 신
- 인도 신화
- 힌두교의 신 목록